# Samdhan
Samdhan è una suddivisione dell'India, classificata come nagar panchayat, di 25.310 abitanti, situata nel distretto di Kannauj, nello stato federato dell'Uttar Pradesh.